# Chullpas del río Lauca

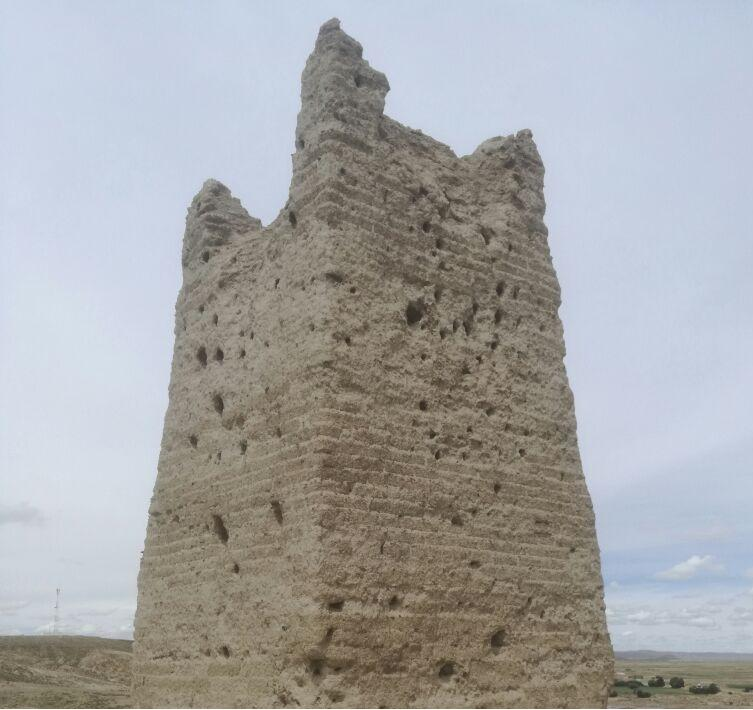
Chullpa en el municipio de Paria, cerca a la ciudad de Oruro.

Las Chullpas del río Lauca son unas chullpas en Bolivia que se encuentran distribuidas sobre la cuenca del río Lauca en la provincia de Sajama del departamento de Oruro, en el occidente del país. Es un complejo de torres de entierro ubicados en la zona de amortiguamiento del Parque Nacional Sajama. Se totalizan más de 100 torres ubicadas en una extensión de 10 kilómetros a lo largo del río Lauca y a una la altitud promedio de 3820 m s. n. m. Las chullpas fueron divididas en 13 sitios arqueológicos. Las chullpas están decorados con formas geométricas y elaboradas con piedras y barro. Las estructuran permanecieron expuestos a factores climáticos y biológicos que lo deterioraron. En la década del 2000 se implementó un programa de conservación.
Las torres conforman los restos de pucaras y la cultura carangas.